# Кристал Томас
Кристал Томас (енгл. Krystal Thomas; Орландо, 10. јун 1989) је америчка кошаркашица која тренутно игра за Вашигтон мистик у оквиру Женске националне кошаркашке асоцијације.

## Кошарка у Сједњеним Државама
Томасова је изабрана да игра за женску кошаркашку репрезентацију Сједињених Држава У18 и У19. Та екипа је 2007. године освојила ФИБА светски У9 шампионат у Братислави. Екипа Сједињених Држава победила је Шведску и постала шампион. Томасова је забележила 7,8 поента просечно током игре на првенству.

## Колеџ статистика
Пре почетка професионалним бављењем кошарком, Томасова је играла на Дук колеџу за истоименим клуб, у периоду од 2007. до 2011. године, у Дараму, у Северној Каролини.
| Година    | Тим | ОУ  | Поени | ПШ%  | 3П% | СБ%  | СПУ | АПУ | УПУ | БПУ | ППУ |
| --------- | --- | --- | ----- | ---- | --- | ---- | --- | --- | --- | --- | --- |
| 2007-2008 | Дук | 30  | 130   | 46.4 | -   | 61.9 | 3.5 | 0.4 | 0.5 | 1.2 | 4.3 |
| 2008-2009 | Дук | 33  | 142   | 42.4 | -   | 66.7 | 4.0 | 0.2 | 0.3 | 1.0 | 4.3 |
| 2009-2010 | Дук | 36  | 264   | 50.3 | -   | 57.1 | 6.6 | 0.8 | 0.6 | 1.9 | 7.3 |
| 2010-2011 | Дук | 36  | 275   | 47.2 | -   | 54.8 | 8.3 | 1.2 | 1.1 | 1.6 | 7.6 |
| Каријера  | Дук | 135 | 811   | 47.1 |     | 58.9 | 5.7 | 0.7 | 0.6 | 1.5 | 6.0 |

## Професионална каријера
Томасова је изабрана у трећој рунди WNBA драфта, 2011. године од стране екипе Сијетл сторм. Након седам одиграних утакмица за Сијетл сторм, потписала је за Финикс меркури.
У њеној другој сезони у Финикс меркури тиму, имала је највише скокова у сезони и највише пута постигла двоцифрен број поена. Године 2014. напустила је Финикс меркури и потписала уговор са Индијана февер тимом.
Након што је постала слободан играч, 2015. године, одлучила да не игра целу сезону већ да се окуша као помоћни тренер Универзитета Велики кањон.
Године 2016. Томасова је приступила Сијетл сторму на тренинзима, али је одустала пре почетка сезоне. На крају је ипак играла за Сијетл сторм, али само месец дана у сезони 2016. године..
У фебруару 2017. године потписала је за Вашингтон мистик. Током сезоне 2017. године, Томасова је имала најбољу сезону своје каријере до тада. Након првих пет утакмица у сезони, са клупе је премештена и увршћена у стартну поставу тима. 4. августа 2017. године, постигла је три поена и остварила 20. скокова на утакмици против Сан Антонио старса, коју су Вашингтон мистикси ипак изгубили резултатом 76-74.. 12. августа 2017. године Томасова је имала утакмицу каријере, са 20 поена и 14 скокова, а њен тим победио је Индијану февер са резултатом 100-80. До краја сезоне значајно је побољшала статистику скокова, украдених лопти, асистенција и блокова. Због новог начина бодовања и такмичења, том од Томасове, Вашингтон мисфит завршио је сезону ја 6. месту са 18 победа и 16 пораза. Током плеј-офа 2017. године њен клуб је победио у првој рунди Далас вингс. Томасова је на тој утакмици постигла 5. поена и 17. скокова. У другој рудни елиминација, Вашингтон мисфити су били бољи од Њујорк либерти тима, победивши их са резултатом 82-68. Томасова је постигла 11. поена и забележила 6. скокова, што је било довољно за победу. У полуфиналу такмичења Томасин тим је изгубио од Минесоте линкс.

## Каријера ван Сједињених Држава
Током паузе WNBA такмичења, Томасова је играла у Француској за клуб Унион Лион. Наредне године, поново за време паузе у такмичења у Сједињеним Државама, играла је у Кини за клуб Јиангсу финикс. Између сезоне 2013/2014 WNBA шампионата, играла је Шпанији за клуб Перфумериас авенида и са њим освојила шампионат земље. Године 2017. Томасова је потписала за Мерсин ББСК, у време паузе у WNBA такмичењу.

## WNBA статистика

### WNBAсезонско такмичење
| Сезона   | Екипа            | ОУ  | СУ | МПУ  | ПШ%   | 3П%  | СБ%  | СПУ | АПУ | УПУ | БПУ | ППУ |
| -------- | ---------------- | --- | -- | ---- | ----- | ---- | ---- | --- | --- | --- | --- | --- |
| 2011     | Сијетл сторм     | 7   | 0  | 3.1  | 1.000 | .000 | .000 | 0.6 | 0.1 | 0.3 | 0.3 | 0.3 |
| 2011     | Финикс мекури    | 8   | 0  | 12.3 | .563  | .000 | .500 | 1.0 | 0.1 | 0.0 | 0.6 | 2.6 |
| 2011     | Укупно           | 15  | 0  | 8.0  | .588  | .000 | .500 | 0.8 | 0.1 | 0.1 | 0.5 | 1.5 |
| 2012     | Финикс мекури    | 29  | 25 | 26.6 | .484  | .000 | .500 | 8.0 | 0.9 | 0.1 | 0.9 | 6.4 |
| 2013     | Финикс мекури    | 34  | 3  | 14.0 | .516  | .000 | .419 | 4.1 | 0.2 | 0.2 | 0.5 | 2.3 |
| 2014     | Индиана февер    | 21  | 3  | 8.4  | .545  | .000 | .429 | 2.2 | 0.4 | 0.1 | 0.7 | 2.0 |
| 2016     | Сијетл сторм     | 19  | 0  | 9.3  | .579  | .000 | .714 | 2.3 | 0.1 | 0.2 | 0.6 | 1.4 |
| 2017     | Вашингтон мистик | 34  | 30 | 24.3 | .544  | .000 | .603 | 9.6 | 1.0 | 0.5 | 1.1 | 7.0 |
| Каријера | Каријера         | 152 | 61 | 17.2 | .523  | .000 | .526 | 5.3 | 0.5 | 0.3 | 0.7 | 3.9 |

### WNBAплеј-оф
| Сезона   | Екипа            | ОУ | СУ | МПУ  | ПШ%  | 3П%  | СБ%   | СПУ | АПУ | УПУ | БПУ | ППУ |
| -------- | ---------------- | -- | -- | ---- | ---- | ---- | ----- | --- | --- | --- | --- | --- |
| 2011     | Финикс мекури    | 4  | 0  | 5.0  | .333 | .000 | 1.000 | 2.0 | 0.3 | 0.2 | 0.0 | 1.0 |
| 2013     | Финикс мекури    | 5  | 0  | 7.9  | .667 | .000 | .500  | 2.2 | 0.0 | 0.0 | 0.2 | 1.0 |
| 2014     | Индиана февер    | 2  | 0  | 5.8  | .500 | .000 | .000  | 1.5 | 0.0 | 0.0 | 0.0 | 1.0 |
| 2017     | Вашингтон мистик | 5  | 5  | 26.7 | .579 | .000 | .500  | 8.2 | 1.2 | 0.2 | 1.4 | 5.6 |
| Каријера | Каријера         | 16 | 5  | 12.7 | .556 | .000 | .529  | 3.9 | 0.4 | 0.1 | 0.5 | 2.4 |

## Приватан живот
Кристал Томас је најстарија од своје петоро браће и сестара. Док је била на Универзитету Дук је похађала студије психологије. Поред професионалног играња кошарке, она је такође помоћни тренер на Универзитету Велики кањон У децембру 2016. године удала се за Брајана Смита, који је помоћник декана и директор спорта на Универзитету Велики кањон.

## Спољашне везе
- Профил на сајту WNBA